# 82P/Gehrels
82P/Gehrels é um cometa descoberto por Tom Gehrels em 27 de outubro de 1975.